# Загорчич, Златомир
Златомир Загорчич (серб. Златомир Загорчић, Zlatomir Zagorčić, болг. Златомир Загорчич; род. 15 июня 1971, Нови-Сад) — югославский и болгарский футболист; тренер.

## Карьера
Выступал за сербский «Нови-Сад», болгарский «Литекс», швейцарский «Лугано».
В 1998 году получил от Христо Бонева приглашение в сборную Болгарии, но в состав команды на чемпионат мира 1998 не попал. Входил в состав сборной Болгарии на Евро-2004.
Завершил карьеру игрока в ноябре 2005 года. Работал ассистентом главного тренера в «Литексе». Летом 2013 года возглавил команду после отставки Христо Стоичкова. Покинул пост весной 2014 года. Затем работал в Сербии.

## Достижения
«Литекс»
- Чемпион Болгарии: 1997/98, 1998/99
- Обладатель Кубка Болгарии: 2003/04